# Seznam rychlobruslařských hal
Seznam rychlobruslařských hal uvádí přehled všech drah pro rychlobruslení, které jsou umístěny v krytých halách. Tyto dráhy mají většinou standardní délku 400 m, na kratších tratích o délce 333 m se velké závody nepořádají, takže i v celkovém počtu 46 postavených hal jsou výjimkou. Nejstaršími rychlobruslařskými halami jsou aréna v japonské Akitě (otevřená v roce 1971) a hala v tehdejším sovětském Leningradu z roku 1981 (uzavřená v roce 1992), obě však disponovaly kratším typem oválu. První hala se 400metrovým oválem byla otevřena v roce 1986 v tehdejším východoněmeckém Berlíně. Na Zimních olympijských hrách 1988 v Calgary se rychlobruslařské soutěže konaly poprvé v hale, pravidelně se olympijské závody na krytých oválech pořádají od ZOH 1994.
Kanadský Olympic Oval v Calgary a americký Utah Olympic Oval v Kearns jsou díky svému umístění v nadmořských výškách přes 1000 m nejrychlejšími rychlobruslařskými drahami na světě, kde jsou závodníky pokořovány světové rekordy.
V seznamu nejsou uvedeny otevřené rychlobruslařské ovály pod širým nebem, ať už s přírodním nebo umělým ledem, a také polokryté dráhy, které jsou rozšířené zejména v Nizozemsku a u kterých je střechou kryta dráha s ochozy pro diváky, ale střední část uprostřed oválu již nikoliv.

## Seznam
| Č. | Země       | Město     | Hala                                        | Nadmořská výška (m) | Rok otevření | Rok uzavření | Zdroj |
| -- | ---------- | --------- | ------------------------------------------- | ------------------- | ------------ | ------------ | ----- |
| 1  | Japonsko   | Akita     | Akita Prefectural Skating Rink              | 22                  | 1971         | 2900         | [ 2 ] |
| 2  | Nizozemsko | Nijmegen  | Triavium                                    | 13                  | 1999         | 2901         | [ 3 ] |
| 3  | Rusko      | Petrohrad | Sportivno-koncertnyj kompleks Peterburgskyj | 15                  | 1981         | 1992         | [ 4 ] |

| Č. | Země        | Město               | Hala                                    | Nadmořská výška (m) | Rok otevření | Olympijské hry | Rok uzavření | Zdroj  |
| -- | ----------- | ------------------- | --------------------------------------- | ------------------- | ------------ | -------------- | ------------ | ------ |
| 1  | Bělorusko   | Minsk               | Minsk-Arena                             | 209                 | 2010         | 2900           | 2900         | [ 5 ]  |
| 2  | Čína        | Cicikar             | Indoor Icerink                          | 146                 | 2007         | 2901           | 2901         | [ 6 ]  |
| 3  | Čína        | Čchang-čchun        | Jilin Provincial Speed Skating Rink     | 210                 | 2005         | 2902           | 2902         | [ 7 ]  |
| 4  | Čína        | Charbin             | Heilongjiang Indoor Rink                | 141                 | 1995         | 2903           | 2903         | [ 8 ]  |
| 5  | Čína        | Peking              | Erqi Training Base                      | 64                  | 2019         | 2904           | 2904         | [ 9 ]  |
| 6  | Čína        | Peking              | National Speed Skating Oval             | 49                  | 2019         | 2022           | 2905         | [ 10 ] |
| 7  | Čína        | Šen-jang            | Bayi Speed Skating Oval                 | 48                  | 1999         | 2906           | 2906         | [ 11 ] |
| 8  | Čína        | Ta-čching           | Daqing Stadium                          | 149                 | 2019         | 2907           | 2907         | [ 12 ] |
| 9  | Čína        | Urumči              | Xinjiang Ice Sports Center              | 1710                | 2015         | 2908           | 2908         | [ 13 ] |
| 10 | Itálie      | Turín               | Oval Lingotto                           | 233                 | 2005         | 2006           | 2007         | [ 14 ] |
| 11 | Japonsko    | Hačinohe            | Hachinohe Skating Arena                 | 13                  | 2019         | 2909           | 2909         | [ 15 ] |
| 12 | Japonsko    | Nagano              | M-Wave                                  | 346                 | 1996         | 1998           | 2910         | [ 16 ] |
| 13 | Japonsko    | Obihiro             | Meiji Hokkaido-Tokachi Oval             | 79                  | 2009         | 2911           | 2911         | [ 17 ] |
| 14 | Jižní Korea | Kangnung            | Gangneung Oval                          | 41                  | 2015         | 2018           | 2912         | [ 18 ] |
| 15 | Jižní Korea | Soul                | Taeneung International Ice-Skating Rink | 63                  | 2000         | 2913           | 2913         | [ 19 ] |
| 16 | Kanada      | Calgary             | Olympic Oval                            | 1105                | 1987         | 1988           | 2914         | [ 20 ] |
| 17 | Kanada      | Fort St. John       | Pomeroy Sport Centre                    | 671                 | 2009         | 2915           | 2915         | [ 21 ] |
| 18 | Kanada      | Richmond            | Richmond Olympic Oval                   | 4                   | 2008         | 2010           | 2010         | [ 22 ] |
| 19 | Kazachstán  | Nur-Sultan          | Ledovyj dvorec Alau                     | 348                 | 2011         | 2916           | 2916         | [ 23 ] |
| 20 | Německo     | Berlín              | Sportforum Hohenschönhausen             | 34                  | 1986         | 2917           | 2917         | [ 24 ] |
| 21 | Německo     | Erfurt              | Gunda-Niemann-Stirnemann-Halle          | 214                 | 2001         | 2918           | 2918         | [ 25 ] |
| 22 | Německo     | Inzell              | Max Aicher Arena                        | 691                 | 2011         | 2919           | 2919         | [ 26 ] |
| 23 | Nizozemsko  | Dronten             | Leisure World Ice Center                | 0                   | 1998         | 2920           | 2920         | [ 27 ] |
| 24 | Nizozemsko  | Enschede            | IJsbaan Twente                          | 27                  | 2008         | 2921           | 2921         | [ 28 ] |
| 25 | Nizozemsko  | Groningen           | Kardinge                                | 0                   | 1993         | 2922           | 2922         | [ 29 ] |
| 26 | Nizozemsko  | Heerenveen          | Thialf                                  | 0                   | 1986         | 2923           | 2923         | [ 30 ] |
| 27 | Nizozemsko  | Leeuwarden          | Elfstedenhal                            | 0                   | 2015         | 2924           | 2924         | [ 31 ] |
| 28 | Nizozemsko  | Rotterdam           | Schaatsbaan Rotterdam                   | −2                  | 2013         | 2925           | 2925         | [ 32 ] |
| 29 | Nizozemsko  | Tilburg             | Ireen Wüst IJsbaan                      | 14                  | 2009         | 2926           | 2926         | [ 33 ] |
| 30 | Norsko      | Bjugn               | Fosenhallen                             | 8                   | 2007         | 2927           | 2927         | [ 34 ] |
| 31 | Norsko      | Hamar               | Vikingskipet                            | 125                 | 1992         | 1994           | 2928         | [ 35 ] |
| 32 | Norsko      | Kristiansund        | Arena Nordvest                          | 22                  | 2018         | 2929           | 2929         | [ 36 ] |
| 33 | Norsko      | Stavanger           | Sørmarka Arena                          | 48                  | 2010         | 2930           | 2930         | [ 37 ] |
| 34 | Polsko      | Tomaszów Mazowiecki | Ice Arena Tomaszów Mazowiecki           | 153                 | 2017         | 2931           | 2931         | [ 38 ] |
| 35 | Rusko       | Čeljabinsk          | Uralskaja molnija                       | 222                 | 2005         | 2932           | 2932         | [ 39 ] |
| 36 | Rusko       | Irkutsk             | Ledovyj dvorec Bajkal                   | 442                 | 2020         | 2933           | 2933         | [ 40 ] |
| 37 | Rusko       | Kemerovo            | Ledovyj dvorec Kuzbass                  |                     | 2021         | 2934           | 2934         |        |
| 38 | Rusko       | Kolomna             | Konkobežnyj centr Kolomna               | 120                 | 2006         | 2935           | 2935         | [ 41 ] |
| 39 | Rusko       | Moskva              | Ledovyj dvorec Krylatskoje              | 127                 | 2004         | 2936           | 2936         | [ 42 ] |
| 40 | Rusko       | Soči                | Adler-Arena                             | 5                   | 2012         | 2014           | 2014         | [ 43 ] |
| 41 | Švédsko     | Göteborg            | Rudhallen                               | 40                  | 2002         | 2937           | 2937         | [ 44 ] |
| 42 | USA         | Kearns              | Utah Olympic Oval                       | 1423                | 2000         | 2002           | 2938         | [ 45 ] |
| 43 | USA         | West Allis          | Pettit National Ice Center              | 216                 | 1993         | 2939           | 2939         | [ 46 ] |